# Мейтленд, Ричард, 4-й граф Лодердейл
Ричард Мейтленд, 4-й граф Лодердейл (англ. Richard Maitland, 4th Earl of Lauderdale; 20 июня 1653, Халтоун-хаус — 1695, Париж, Франция) — шотландский политик.

## Биография
Родился 20 июля 1653 года в Холтоун-хаусе. Старший сын Чарльза Мейтленда, 3-го графа Лодердейла (ок. 1620—1691), и его супруги Элизабет Лаудер. До того, как унаследовать титул Лодердейла, Ричард Мейтленд носил титул «из Овер-Гогара», одного из поместий Халтауна. После этого он был известен как лорд Мейтленд до своего собственного наследования в качестве 4-го графа.
В октябре 1678 года он был приведен к присяге в качестве тайного советника Шотландии и назначен совместным генералом Монетного двора со своим отцом. С 3 апреля 1680 года он был лордом-секретарем юстиции, но в 1684 году был лишен этой должности из-за подозрений в связях со своим тестем, герцогом Аргайлом, который бежал в 1681 году в Нидерланды. Однако к 1687 году он был восстановлен в милости, назначен заместителем казначея и поддерживал короля Якова II, когда он был свергнут в результате переворота своим зятем, Вильгельм Оранским, которого пригласила занять трон группа дворян, недовольных католицизмом Якова и встревоженных перспективой католического престолонаследия, вызванной рождением его наследника, Джеймса Фрэнсиса Эдварда. Бегство Якова от армии его зятя было ложно представлено его сторонниками как «отречение», а сам переворот стал известен среди его сторонников как «Славная революция».
Ричард, лорд Мейтленд, присутствовал в битве при Бойне на стороне короля Якова 1 июля 1690 года, после чего он удалился в Лимерик и впоследствии отправился в изгнанный двор Якова II Стюарта в Сен-Жермен-ан-Ле.
9 июня 1691 года после смерти своего отца Ричард Мейтленд унаследовал титулы 4-го графа Лодердейла (Пэрство Шотландии), 4-го виконта Лодердейла (Пэрство Шотландии), 5-го лорд Мейтленд из Тирлестейна (Пэрство Шотландии), 4-го виконта Мейтленда (Пэрство Шотландии) и 4-го лорда Тирлестейна и Болтона (Пэрство Шотландии), но был объявлен вне закона Высшим судом Шотландии 23 июля 1694 года.
Находясь в изгнании во Франции, он перевел произведения Вергилия на английский язык и опубликовал их посмертно под названием «Работы Вергилия, переведенные на английский язык», в пабе Бернарда Линтотта в Кросс-Кис, Флит-стрит, 1709 год.
1 июля 1678 года Ричард Мейтленд женился на леди Энн Кэмпбелл (? — 18 сентября 1734), дочери Арчибальда Кэмпбелла, 9-го графа Аргайла, и леди Мэри Стюарт. Их брак был бездетным.
Лорд Мейтленд скончался в 1695 году. Ему наследовал его младший брат Джон Лаудер из Мейтленда, 5-й граф Лодердейл.